# Oberwellesmühle
Oberwellesmühle ist ein Gemeindeteil der Stadt Wallenfels im Landkreis Kronach (Oberfranken, Bayern).

## Geographie
Die Einöde liegt am Wellesbach und an einem rechten Zufluss des Wellesbachs, der dort mündet. Die Kreisstraße KC 32 führt nach Unterwellesmühle (0,4 km südwestlich) bzw. nach Neuengrün (0,9 km nordwestlich).

## Geschichte
Gegen Ende des 18. Jahrhunderts gehörte Oberwellesmühle zur Realgemeinde Wellesberg. Das Hochgericht übte das bambergische Centamt Wallenfels aus. Das Vogteiamt Wallenfels war der Grundherr der Mahlmühle.
Mit dem Gemeindeedikt wurde Oberwellesmühle dem 1808 gebildeten Steuerdistrikt Wallenfels und der 1818 gebildeten Ruralgemeinde Wolfersgrün zugewiesen. Am 1. April 1951 wurde Oberwellesmühle in die Gemeinde Neuengrün umgegliedert, die am 1. Juli 1971 im Zuge der Gebietsreform in Bayern nach Wallenfels eingemeindet wurde.

### Baudenkmal
- Wegkreuz

### Einwohnerentwicklung
| Jahr      | 001818 | 001861 | 001871 | 001885 | 001900 | 001925 | 001950 | 001961 | 001970 | 001987 |
| Einwohner |        | 17     | *      | *      | *      | *      | *      | *      | 9      | 7      |
| Häuser    | 1      |        |        | *      | *      | *      | *      | *      |        | 2      |
| Quelle    | [ 5 ]  | [ 8 ]  | [ 9 ]  | [ 10 ] | [ 11 ] | [ 12 ] | [ 13 ] | [ 14 ] | [ 15 ] | [ 1 ]  |

## Religion
Der Ort ist römisch-katholisch geprägt und nach Mariä Geburt (Steinwiesen) gepfarrt.